# Лучицький-Данченко Владислав Людвикович
Владисла́в Лю́двикович Лучи́цький-Да́нченко (псевдонім — Володимир Данченко; 1 серпня 1880, Київ — 1960-і роки, Київ) — український актор і режисер, заслужений артист УРСР (1947).

## Життєпис
1894 — закінчив київську гімназію.
З цих пір був суфлером, хористом і актором трупи Панаса Саксаганського.
1899—1902 — працював у трупі К. Деркача в Мелітополі, Запоріжжі і Сімферополі.
Від 1903 — працював у трупах І. Науменка, О. Глазуненка, М. Кропивницького.
1910, 1912—1913 — у трупі Б. Оршанова-Лучицького.
1918—1920 — у театрі Ю. В. Шумського в Херсоні.
1920—1923 — у лавах Червоної армії, партизанах, зокрема грав у Партизанському театрі в Олешках.
1923 — організував театр у Великій Олександрівці, який до 1930 року обслуговував села і містечка Херсонщини.
1930—1937 працював в Одеському театрі «Санкультура», Донбаському театрі «СОЗ», Криворізькому українському театрі ім. Жовтневої революції.
1936—1958 — працював у Херсонському українському музично-драматичному театрі. На сцені цього театру 1949 року поставив «Назар Стодоля» Т. Шевченка.

## Ролі
- Городничий, Земляника («Ревізор» М. Гоголя)
- Платон Кречет, Берест, Бублик, Галушка, Дід-Рибалка («Платон Кречет», «В степах України» О. Корнійчука)
- Нечипір («Весілля в Малинівці» О. Рябова)
- Вершинін («Бронепоїзд 14-69» В. Іванова)

## Родина
Син антрепренера Людвика Лучицького.
Брат Болеслава Оршанова-Лучицького і Катерини Лучицької, дядько Анжеліни та Бориса Лучицьких.